# Coniferil-aldeide deidrogenasi
La coniferil-aldeide deidrogenasi è un enzima appartenente alla classe delle ossidoreduttasi, che catalizza la seguente reazione:
coniferil aldeide + H2O+ NAD(P)+ ⇄ ferulato + NAD(P)H + 2 H+
L'enzima ossida anche altre aldeidi aromatiche, ma non quelle alifatiche.